# Gaspode
Gaspode est un personnage de la série du Disque-monde de Terry Pratchett.
Il s'agit d'un chien doté de la faculté de parler en « humain », ce dont il se sert pour donner des idées telles que « donne un biscuit au chien » à ceux qui sont à proximité, et qui penseront que l'idée vient d'eux. Parce que c'est bien connu, les chiens ne parlent pas.
Il aboie d'ailleurs en disant « Ouah, ouah », et non comme un vrai chien.
Dans la communauté chien, cette faculté est appelée « le Pouvoir », car elle lui permet de déclencher chez les chiens des réactions instinctives telles que "Assis" ou "A la niche".
Ce pouvoir, ainsi que son intelligence, est dû à une fuite de magie de l'université de l'Invisible, où il dort de temps à autre.
Petit et miteux, il a une patte invalide et héberge un nombre important de parasites et de maladies canines.
Il connaît tous les bons coins pour trouver de la nourriture en remuant la queue, chose qu'il tient probablement du héros vagabond de La Belle et le Clochard.
Errant, il n'appartient pas à la Guilde des chiens et se vante d'avoir, quelque part, une famille avec un grand jardin et un coin près du feu qui l'attend. Ce qu'il obtient pour services rendus à la fin du tome Le Guet des orfèvres, mais qu'il abandonne aussitôt.

## Apparitions
Liste des tomes où Gaspode apparaît (à compléter) : 
- Les Zinzins d'Olive-Oued
- Le Guet des orfèvres
- Le Cinquième Éléphant
- La Vérité

Il apparait également en tant que personnage non-joueur dans le jeu Discworld Noir, où il aide le héros Lewton à maîtriser sa condition de loup-garou.